# Glyphodes fenestrata
Glyphodes fenestrata là một loài bướm đêm trong họ Crambidae.